# Ковальчук Олена Олександрівна
Олена Олександрівна Ковальчук (16 січня 1953, Київ) — український історик, дослідниця історії української діаспори США і Канади та східної діаспори, історії української культури, біографістики.

## Біографія
Народилася 16 січня 1953 року в Києві. У 1972–1978 роках навчалася на історичному факультеті Київського державного університету. У 1973–1978 роках — старший лаборант відділу зарубіжної історіографії Інституту історії АН УРСР, у 1978–1985 роках — відділу зарубіжних ідеоологічних течій Інституту соціальних і економічних проблем зарубіжних країн АН УРСР. У 1985 році, під керівництвом доктора історичних наук В. П. Чернявського, в Ужгородському державному університеті захистила кандидатську дисертацію на тему: «Українська прогресивна громадськість США і Канади у боротьбі за мир, демократію і соціальний прогрес (кінець 40-х — початок 1980-х рр.)». У 1985–1991 роках — молодший науковий співробітник, науковий співробітник, старший науковий співробітник відділу історії дружби народів СРСР, у 1991–1993 роках — старший науковий співробітник відділу етнополітики і прогнозування Інституту соціології АН УРСР. У 1996–2005 роках — старший науковий співробітник, з 2005 року — провідний науковий співробітник відділу історії культури українського народу (з 2002 року — відділ історії України другої половини XX століття) Інституту історії України НАН України.

## Праці
Автор близько 80 наукових праць. Серед них:
- Україна: Хроніка подій XX ст.: Довідкове видання. Роки 1986–1990. — Київ, 2006;
- Збереження і збагачення культурної спадщини українцями США (перша половина XX ст.) // Україна XX століття: Культура, ідеологія, політика. — Випуск 9. — Київ, 2005;
- Українці на теренах Російської імперії і піднесення їх національно-культурного руху на початок XX століття. // Україна XX століття: Культура, ідеологія, політика. — Випуск 7. — Київ, 2004;
- «Українізація» 1920-30-х років: Передумови, здобутки, уроки — Київ, 2003 (у співавторстві);
- Національно-культурний розвиток українців в СРСР поза УСРР в контексті політики коренізації (20-ті — початок 30-х років XX століття) // Україна XX століття: Культура, ідеологія, політика. — Випуск 5. — Київ, 2001;
- Украинцы. — Москва, 2000 (у співавторстві);
- Українці. Історико-етнографічна монографія. Книга 1. — Опішне, 1999 (у співавторстві);
- Українці в Канаді (Київ, 1993, у співавторстві);
- Зберігаючи українську самобутність. — Київ, 1992 (у співавторстві);
- Українські канадці в історичних зв'язках із землею батьків — Київ, 1990, українською мовою, Київ, 1991, англійською мовою (у співавторстві);
- Першотравневе знамено: До 100-річчя Дня Міжнародної солідарності трудящих — Київ, 1988 (у співавторстві);
- Проти сил війни і реакції. — Ужгород, 1985.